# Bank Parsian
 (février 2016).
Si vous disposez d'ouvrages ou d'articles de référence ou si vous connaissez des sites web de qualité traitant du thème abordé ici, merci de compléter l'article en donnant les références utiles à sa vérifiabilité et en les liant à la section « Notes et références ».

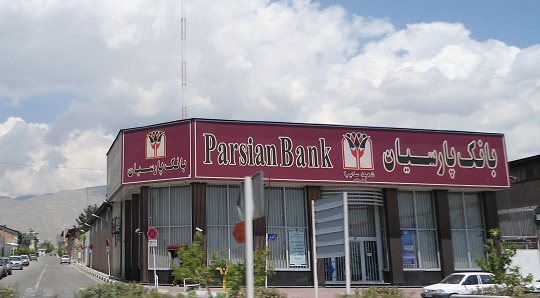
Banque Parsian

Parsian Banque (en persan : بانک پارسیان) est la banque privée la plus importante d'Iran, ayant son siège social à Téhéran. Elle a été fondée en juillet 2001 et possède 5 ans plus tard 288 agences en Iran, dont 159 à Téhéran. La Banque est entrée à la Bourse de Téhéran en 2004. En plus des services traditionnels d'une banque, Parsian offre aussi des services diversifiés comme l'assurance et la location de voitures.
En 2003, la banque était en train de se connecter au système bancaire Shetab.
Début 2006, la banque a eu de sérieuses difficultés financières à cause du changement de taux d'intérêt imposés sur tout le secteur bancaire iranien par le président iranien, Mahmoud Ahmadinejad. Jusqu'à ce moment, la stratégie de la banque avait requis de proposer des comptes avec de hauts taux d'intérêt fixes à long terme. Quand les taux d'intérêt ont été baissés, le revenu permettant de prêter est descendu à des taux inférieurs à la rémunération à long terme des comptes, créant alors un problème de trésorerie. Les problèmes ne sont toujours pas résolus en octobre 2006.
Le 19 septembre 2006, 1,44 million d'actions étaient échangées à la bourse de Téhéran. Les actions, pour un total de 320 millions de dollars US, ont été achetées par une seule personne. Ces actions (29 % du capital de la banque) appartenaient au groupe industriel Iran Khodro (compagnie nationalisée). La banque n'a pas nommé publiquement le propriétaire des parts.
Le 6 octobre 2006, la Banque centrale iranienne a annoncé qu'elle renvoyait le directeur de la Bank Parsian, Abdollah Talebi à cause d'allégations de malversations financières. La Banque centrale a demandé à Parsian de nommer un nouveau directeur opérationnel.

## Composition du Conseil d'Administration
- M. Ahmad Bakhtiari (Président)
- M. Bahram Fathali
- M. Abdollah Talebi
- M. Mohammad Ali Behzadan
- M. Aliakbar Alaee
- M. Gholam Hossein Asadi
- M. Amir Albadavi
- Mme Shahla Ansari Bolk BNAK